# Santranges
Santranges és un municipi francès, situat al departament de Cher i a la regió de Centre – Vall del Loira. L'any 2007 tenia 428 habitants.

## Demografia

### Població
El 2007 la població de fet de Santranges era de 428 persones. Hi havia 184 famílies, de les quals 64 eren unipersonals (32 homes vivint sols i 32 dones vivint soles), 68 parelles sense fills, 48 parelles amb fills i 4 famílies monoparentals amb fills.
La població ha evolucionat segons el següent gràfic:
Habitants censats

### Habitatges
El 2007 hi havia 311 habitatges, 187 eren l'habitatge principal de la família, 93 eren segones residències i 31 estaven desocupats. 304 eren cases i 3 eren apartaments. Dels 187 habitatges principals, 146 estaven ocupats pels seus propietaris, 34 estaven llogats i ocupats pels llogaters i 7 estaven cedits a títol gratuït; 1 tenia una cambra, 15 en tenien dues, 43 en tenien tres, 55 en tenien quatre i 72 en tenien cinc o més. 126 habitatges disposaven pel capbaix d'una plaça de pàrquing. A 98 habitatges hi havia un automòbil i a 68 n'hi havia dos o més.

### Piràmide de població
La piràmide de població per edats i sexe el 2009 era:
| Homes | Edats   | Dones |
| ----- | ------- | ----- |
| 0     | 95 o +  | 0     |
| 0     | 90 a 94 | 0     |
| 0     | 85 a 89 | 4     |
| 4     | 80 a 84 | 0     |
| 0     | 75 a 79 | 12    |
| 24    | 70 a 74 | 20    |
| 16    | 65 a 69 | 16    |
| 4     | 60 a 64 | 16    |
| 12    | 55 a 59 | 12    |
| 28    | 50 a 54 | 24    |
| 16    | 45 a 49 | 12    |
| 4     | 40 a 44 | 16    |
| 12    | 35 a 39 | 12    |
| 12    | 30 a 34 | 0     |
| 12    | 25 a 29 | 4     |
| 16    | 20 a 24 | 4     |
| 8     | 15 a 19 | 16    |
| 12    | 10 a 14 | 16    |
| 8     | 5 a 9   | 4     |
| 0     | 0 a 4   | 0     |

## Economia
El 2007 la població en edat de treballar era de 254 persones, 167 eren actives i 87 eren inactives. De les 167 persones actives 156 estaven ocupades (92 homes i 64 dones) i 11 estaven aturades (3 homes i 8 dones). De les 87 persones inactives 29 estaven jubilades, 19 estaven estudiant i 39 estaven classificades com a «altres inactius».

### Ingressos
El 2009 a Santranges hi havia 199 unitats fiscals que integraven 444 persones, la mediana anual d'ingressos fiscals per persona era de 15.750,5 €.

### Activitats econòmiques
Dels 16 establiments que hi havia el 2007, 2 eren d'empreses alimentàries, 1 d'una empresa de fabricació d'altres productes industrials, 2 d'empreses de construcció, 3 d'empreses de comerç i reparació d'automòbils, 1 d'una empresa de transport, 1 d'una empresa d'hostatgeria i restauració, 1 d'una empresa financera i 5 d'empreses de serveis.
Dels 4 establiments de servei als particulars que hi havia el 2009, 1 era un taller de reparació d'automòbils i de material agrícola, 2 lampisteries i 1 restaurant.
L'any 2000 a Santranges hi havia 17 explotacions agrícoles que ocupaven un total de 1.428 hectàrees.

## Equipaments sanitaris i escolars
El 2009 hi havia una escola elemental.

## Poblacions més properes
El següent diagrama mostra les poblacions més properes.